# Inàlida
La dinastia inàlida o dels inàlides (turc: İnaloğulları) fou una nissaga fundada pel cap turcman Inal que es va apoderar d'Amida al Diyar Bakr i s'hi va fer independent el 1096 en el marc de les lluites entre els successors del sultà seljúcida Màlik-Xah.
Els inàlides van conservar poder fins al final del segle xii (1183). Tot i que hi ha inscripcions i referències, van tenir un lloc secundari a la història del Diyar Bakr en comparació amb els ortúquides i zengites. Internament el poder a l'emirat fou exercit de facto per una família de notables, els nisànides, que es van valer sovint dels nizarites d'Alamut (la secta dels assassins). Va gaudir de prosperitat econòmica i sobretot cultural i el cristianisme hi ha subsistir.
El 1163 Kara Arslan al-Muzaffar, emir ortúquida d'Hisn Kayfa, es va aliar amb el Shah-i Arman d'Akhlat per conquerir Amida però ho va haver de deixar per un atac danixmendita. Amida fou ocupada per Saladí el 1183 i entregada al seu aliat l'emir ortúquida d'Hisn Kayfa; per uns anys la branca ortúquida d'Hisn Kayfa va governar als dos emirats.
Minorsky va llençar la idea d'un origen relacional amb Ibrahim Inal, el cap seljúcida.

## Llista d'emirs[5]
- Fakhr al-Dawla Ibrahim ibn Inal 1100/1107-1110
- Sad al-Dawla Haldi (fill) 1110-1142 (casat amb Yuna Khatun, filla d'Ilghazi de Mardin)
- Djamal al-Din Shams al-Muluk Mahmud (fill) 1142-1183 (casat amb Safiyya Khatun, filla de Timurtash, germà de Yuna Khatun i doncs fill d'Ilghazi de Mardin)